# Heiliger Geist (Erding)

Spitalkirche Heiliger Geist in Erding

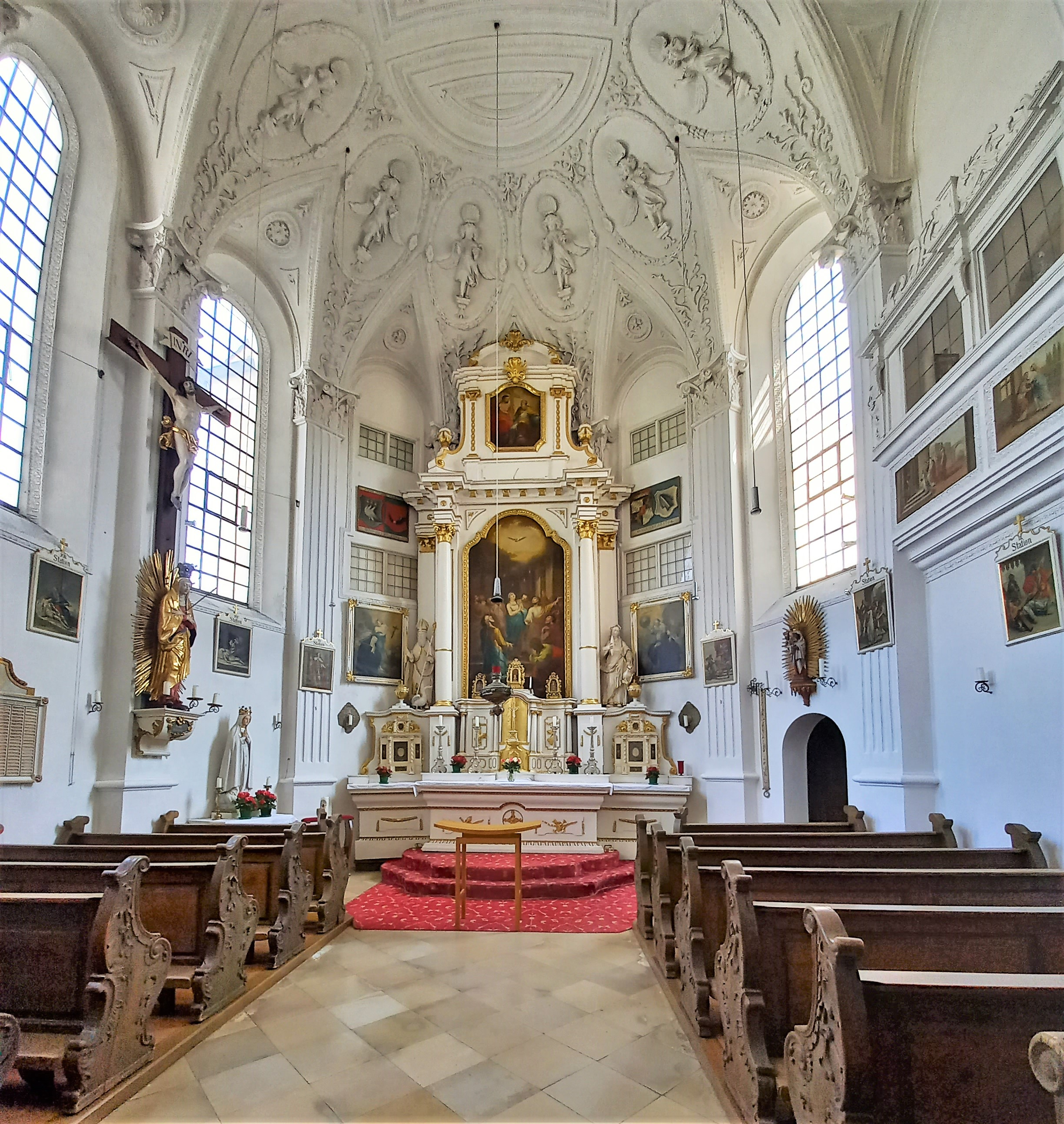
Innenraum

Die römisch-katholische Filialkirche Heiliger Geist, auch Spitalkirche, steht in Erding, der Großen Kreisstadt im oberbayerischen Landkreis Erding. Das Bauwerk ist in der Liste der Baudenkmäler in Erding als Baudenkmal unter der Nr. D-1-77-117-33 eingetragen. Die Kirche gehört zum Dekanat Erding im Erzbistum München und Freising.

## Beschreibung
Die im Kern 1444 erbaute gotische Spitalkirche steht in geschlossener Bauweise in der Landshuter Straße. Die 1688 barockisierte Saalkirche besteht aus dem Langhaus, dem Chor mit Fünfachtelschluss im Osten und der Sakristei an der Südwand des Chors. Aus dem Satteldach erhebt sich im Westen ein quadratischer Dachreiter, der mit einer Zwiebelhaube bedeckt ist.

### Innenraum
Der Innenraum ist mit einem Tonnengewölbe überspannt, das auf korinthischen Pilastern aufsitzt. Die Stuckaturen werden Hans Kogler zugeschrieben. Der Hochaltar wurde 1793 aufgestellt. Auf seinem Altarretabel ist die Ausgießung des Heiligen Geistes als Ikonografie von Pfingsten dargestellt.